# Visions of Johanna
«Visions of Johanna» (en español, «visiones de Johanna») es una canción compuesta por el cantante estadounidense Bob Dylan. Fue incluida en el álbum Blonde on Blonde, editado el 16 de mayo de 1966. Al principio Dylan grabó la canción en noviembre de 1965, con el nombre "Freeze Out", pero estaba insatisfecho con el resultado. En febrero de 1965, las sesiones de grabación se mudaron a Nashville, donde encaró de nuevo la composición y la grabación con un nuevo elenco de músicos. Finalmente publicó esta versión. Existen muchas versiones alternativas de esta canción que han sido publicadas oficialmente.
La canción ha sido valorada por varios críticos como una obra maestra. En 2004 la revista Rolling Stone incluyó esta canción en el puesto número 404 de la lista de las 500 mejores canciones de todos los tiempos, en la actualización de la lista en 2010, la canción bajó al número 413.